# John Hayes (Marathonläufer)

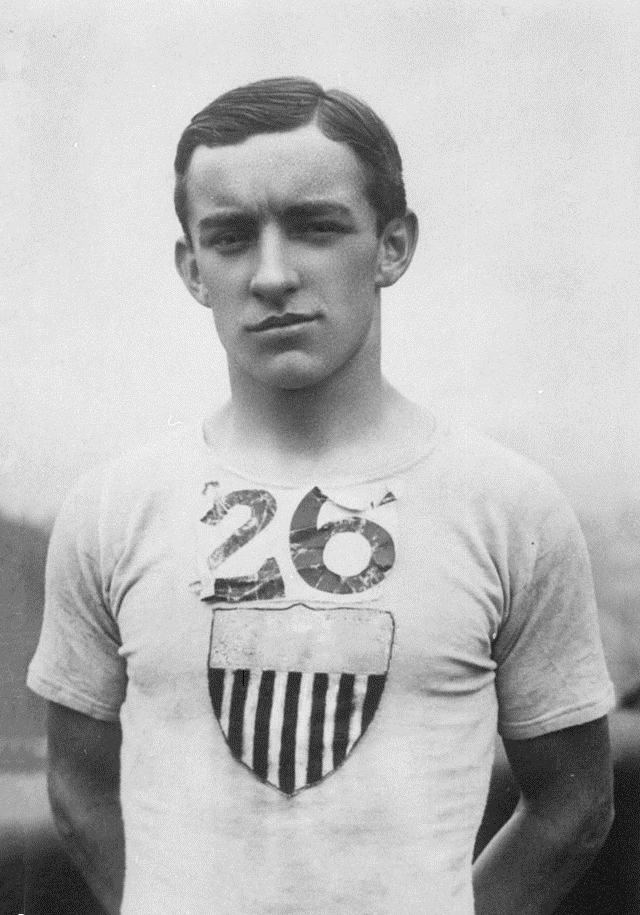
Johnny Hayes, 1908

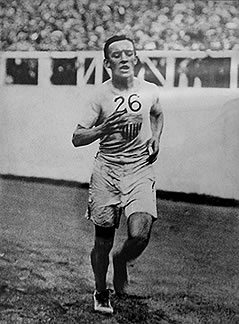
John Hayes bei den Olympischen Spielen 1908

John Joseph „Johnny“ Hayes (* 10. April 1886 in Nenagh, County Tipperary, Irland; † 25. August 1965 in Englewood, New Jersey) war ein irisch-US-amerikanischer Leichtathlet und Gewinner des Marathonlaufs bei den Olympischen Spielen 1908 in London.

## Leben
Hayes’ Eltern stammten aus Nenagh im irischen County Tipperary. Seine Leichtathletikkarriere begann er 1906 mit einem fünften Platz beim Boston-Marathon. Im darauf folgenden Jahr wurde er in Boston Dritter und gewann den Yonkers-Marathon. 1908 lief er in Boston auf den zweiten Platz und qualifizierte sich damit für die Olympischen Spiele in London.
Das olympische Marathonrennen, das erste über die heute übliche Distanz von 42,195 km, ging in die Geschichte ein. Der Italiener Dorando Pietri erreichte als Erster das White City Stadium. Doch Pietri bog zunächst falsch ab, brach zusammen, wurde von den Ärzten auf die Beine geholfen, fiel weitere drei Mal um und wurde schließlich völlig erschöpft von Kampfrichtern über die Ziellinie gezogen. Das von dem Drama gefesselte Publikum bekam kaum mit, dass Pietri zum Sieger erklärt wurde, gerade als Hayes im Stadion ankam. Nachdem die amerikanische Delegation protestiert hatte, wurde Pietri disqualifiziert und Hayes zum Sieger erklärt. Damit lief Hayes wie die beiden anderen US-amerikanischen Olympiasieger im Marathonlauf nicht als erster Läufer in das Stadion und siegte doch. Pietri galt jedoch als moralischer Sieger und erhielt bei der Siegerehrung von Königin Alexandra einen besonderen Goldpokal.
Das Publikumsinteresse war so groß, dass im November 1908 im Madison Square Garden ein Zweikampf zwischen Pietri und Hayes organisiert wurde. Pietri gewann mit rund 70 Metern Vorsprung. Bei einem zweiten Wettrennen im März 1909 siegte Pietri erneut. Hayes war Trainer der US-Leichtathletikmannschaft bei den Olympischen Spielen 1912 in Stockholm und arbeitete später als Crosslauftrainer an der Columbia University.
Nach einer kurzen Zeit als Varietékünstler ließ sich Johnny Hayes in New York nieder, um eine Geschäftskarriere zu starten und wurde ein erfolgreicher Lebensmittelhändler.